# Mon cœur mis à nu
Mon cœur mis à nu est un recueil de fragments inachevés de Charles Baudelaire, publiés à titre posthume en 1887.

## Définir l'ouvrage
Le titre a longtemps laissé suggérer un ouvrage autobiographique, tout du moins en tant qu'autobiographie intellectuelle. Pourtant, il n'en est rien. Ce sont surtout des notes prises pour un ouvrage futur. Cela a pu donc être considéré comme un brouillon. Pourtant, se pose la question de savoir quand l'on peut dire que l'on est face à un « texte » ou non. C'est le même problème que pour les Pensées de Pascal.

## Thèmes abordés
- Satan
- La beauté
- La femme
- Le vice
- Le théâtre
- L'identité

## Postérité
Lautréamont reprendra la verve violente et puissante de Mon cœur mis à nu pour écrire ses Poésies I et Poésies II. Le titre qu'il donne suggère qu'il considère ces fragments et aphorismes comme des œuvres à part entière, et pas seulement comme des brouillons.